# Parc éolien de Hornsea
Le parc éolien de Hornsea est un parc éolien situé en mer du Nord, mis en service en 2019 au large de la station balnéaire de Hornsea, sur la côte est du Royaume-Uni. Sa puissance de 1 218 MW en fait le plus grand parc éolien en mer du monde. Sa première phase de 1 218 MW, Hornsea One, est terminée depuis 2020, une deuxième phase de 1 386 MW, Hornsea Two, est en construction et devrait être terminée en 2022. Une troisième et quatrième phases sont en projet.

## Hornsea One
Avec une capacité de 1 218 MW, Hornsea One est, depuis sa mise en service en 2020, le plus grand parc éolien en mer du monde. Il est composé de 174 éoliennes Siemens Gamesa de 7 MW de puissance,  190 m de hauteur en bout de pale et ses rotors font 154 m de diamètre.
La première fondation a été installée le 26 janvier 2018. Les premières productions d'électricité sur une partie du parc ont lieu en 2019. L'ensemble des turbines du parc de Hornsea One ont été connectées au réseau en 2019. Le parc est pleinement opérationnel depuis 2020.

## Hornsea Two
Une seconde phase de 1 386 MW devrait être mis en service en 2022, elle sera composée de 165 éoliennes Siemens Gamesa de 8,4 MW. 
Le projet fut annoncé en août 2016 par le gouvernement britannique et les premiers travaux ont démarré en 2020. En additionnant les phases 1 et 2, le parc sera le plus grand parc éolien offshore de la planète avec 2 604 MW obtenu grâce à 339 turbines réparties sur une zone de plusieurs centaines de km². Les fonds sont dans la zone concernée de 30 à  40 mètres (et jusqu'à 73 mètres localement). Il devrait fournir 4 % de l'électricité de toute la Grande-Bretagne (soit de quoi alimenter 3 millions de foyers).

## Hornsea Three
Une troisième phase de 231 éoliennes pour une puissance de 2 400 MW est en projet.

## Hornsea Four
La construction d'une quatrième phase est à l'étude.